# Верхнеколымское нагорье
Верхнеколы́мское наго́рье — нагорье в Магаданской области России, расположенное в верховьях реки Колыма, между хребтами Тас-Кыстабыт, Черского и их южными отрогами.
Верхнеколымское нагорье включает в себя небольшие куполообразные массивы и короткие плосковершинные хребты с преобладающими высотами 1300—2000 м. Нагорье пересекается такими реками, как Аян-Юрях, Бёрёлёх. По долинам рек и на пологих склонах произрастает лиственничное редколесье и заросли кедрового стланика, на высоте 1200—1800 м преобладает кустарниковая горная тундра.
Нагорье сложено песчаниками, сланцами и гранитными интрузиями пермского и триасового периодов. Имеются месторождения золота, олова и редких металлов, а также минеральные источники.